# Atropin

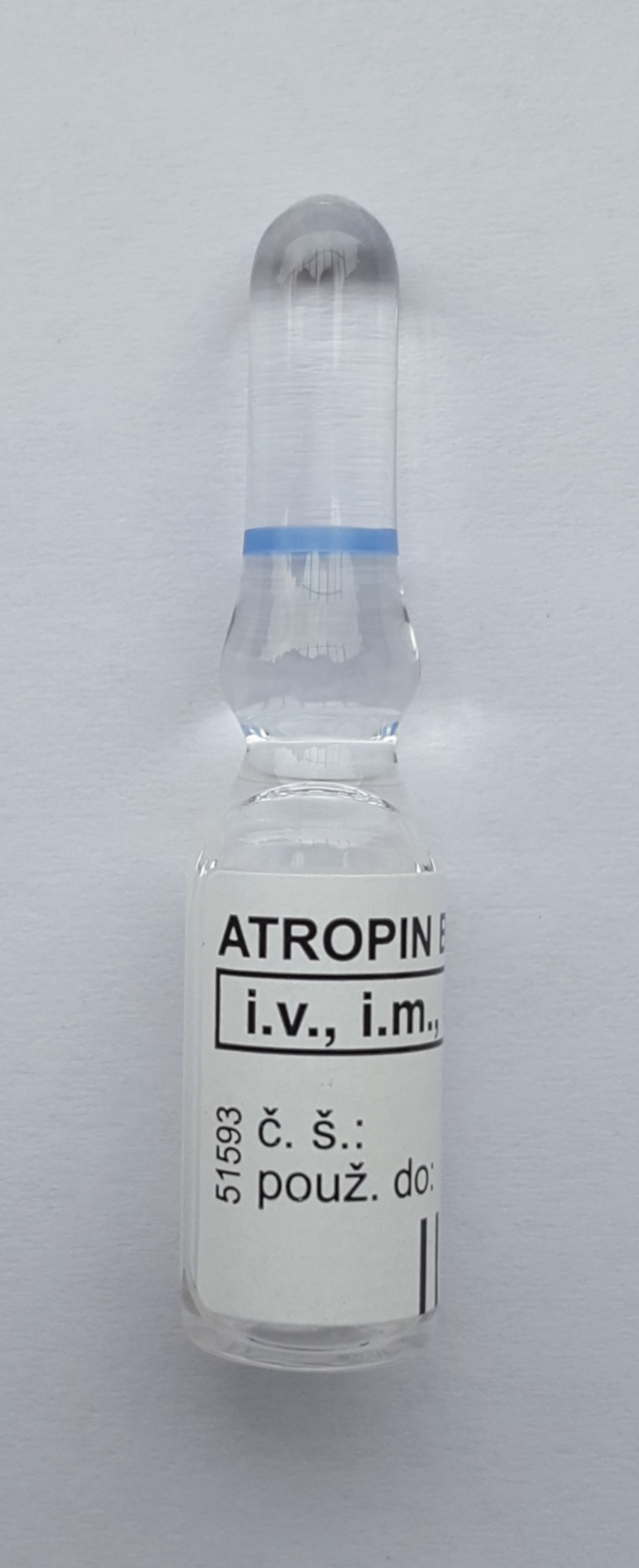
ampule 0,5mg/ml atropinu

Atropin je tropanový alkaloid, který má anticholinergní (například halucinogenní) účinky. Je obsažený v rostlinách z čeledi lilkovitých (Solanaceae) např.: rulík zlomocný (Atropa belladonna), blín černý, durman nebo mandragora lékařská. Atropin je racemická směs enantiomerů hyoscyaminu. Poprvé byl izolován roku 1833.

## Etymologie
- Název je odvozen od rulíku zlomocného (Atropa belladona). Jméno rulíku je odvozeno od neúprosné řecké bohyně osudu Atropos.

## Účinky na organismus
Atropin je kompetitivní antagonista acetylcholinových muskarinových receptorů. U intoxikovaného vyvolává velké vzrušení a přechodné psychické změny. Mimo to atropin jako parasympatolytikum vyvolává útlum žlázové sekrece (sucho v ústech), relaxaci hladkého svalstva, tachykardii (zrychlení srdeční činnosti), mydriázu (roztažení zorniček), zvyšuje se nitrooční tlak, nepřímým účinkem atropinu je i zvýšení tělesné teploty (jako důsledek blokády sekrece potu). V menších dávkách zvyšuje atropin touhu po pohybu, zvyšuje sklon k mluvení, k nemotivovanému smíchu či pláči, působí zrakové, sluchové i čichové halucinace jako třeba létání, jízda, otáčení (ty si však intoxikovaný většinou po vystřízlivění nepamatuje). Po požití tohoto alkaloidu se často dostavuje tendence intoxikovaného k agresi. Následuje útlum a spavost, případně vyzvracení bobulí. Je-li atropin předávkován, způsobuje ochrnutí mozku a obrnu dýchacího ústrojí. Intoxikace dávkou nad 50 mg atropinu končí u dospělého většinou kómatem a respirační paralýzou. Občas se však vyskytují jedinci mnohem citlivější u nichž se kritické stavy objevují již po 1 mg atropinu.
Smrtelná dávka atropinu u dítěte se pohybuje kolem 10 mg, u dospělého kolem 100 mg, je tedy v nadměrné dávce silně jedovatý. Toxická dávka pro člověka je tedy 70–100 µg/kg. Jednotlivé dávky perorálně je 2 mg a subkutánně (injekcí pod kůži) 1 mg. Terapeutické dávky u dospělých 0,25–1,0 mg i.v., plná vagolytická (tj zcela blokující účinky bloudivého nervu) dávka je 3 mg i.v., při otravách organofosfáty se podávají i dávky mnohem vyšší.
Atropin se vstřebává rychle sliznicemi, spojivkou pomalu. Hromadí se v ledvinách a játrech, kde je odbouráván. 30–50 % se vylučuje močí nezměněno do 24 hodin. Atropin proniká placentou (5–15 min. po podání), byl zjištěn i v mateřském mléce.
Anglickou říkanku na zapamatování účinků atropinu („hot as a hare, blind as a bat, dry as a bone, red as a beet, and mad as a wet hen“) lze volně přeložit „rychlý jako zajíc, slepý jako krtek, suchý jako troud, červený jako řepa a vzteklý jako pes“. Rychlost se vztahuje k srdeční akci.

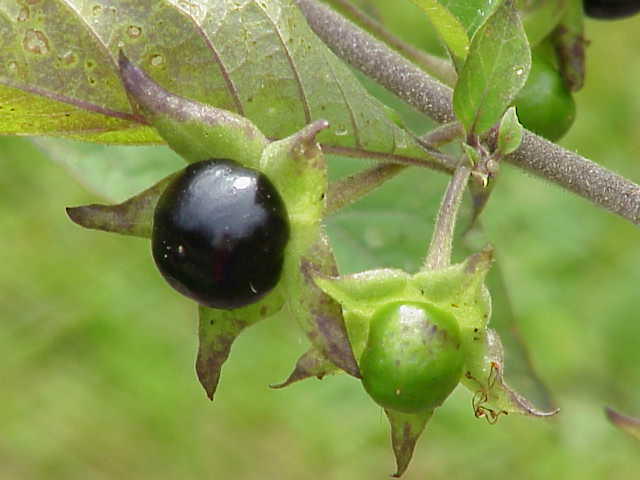
Rulík zlomocný obsahuje atropin, smrtící dávka je 10-20 bobulí
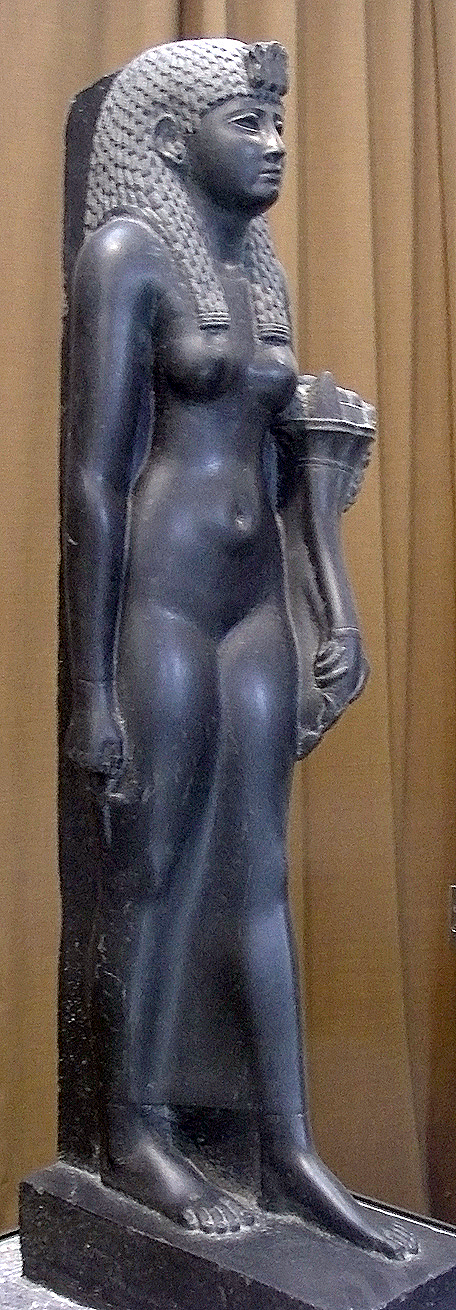
Od časů Kleopatry byla šťáva rulíku (belladona) používána k rozšíření zornic u žen
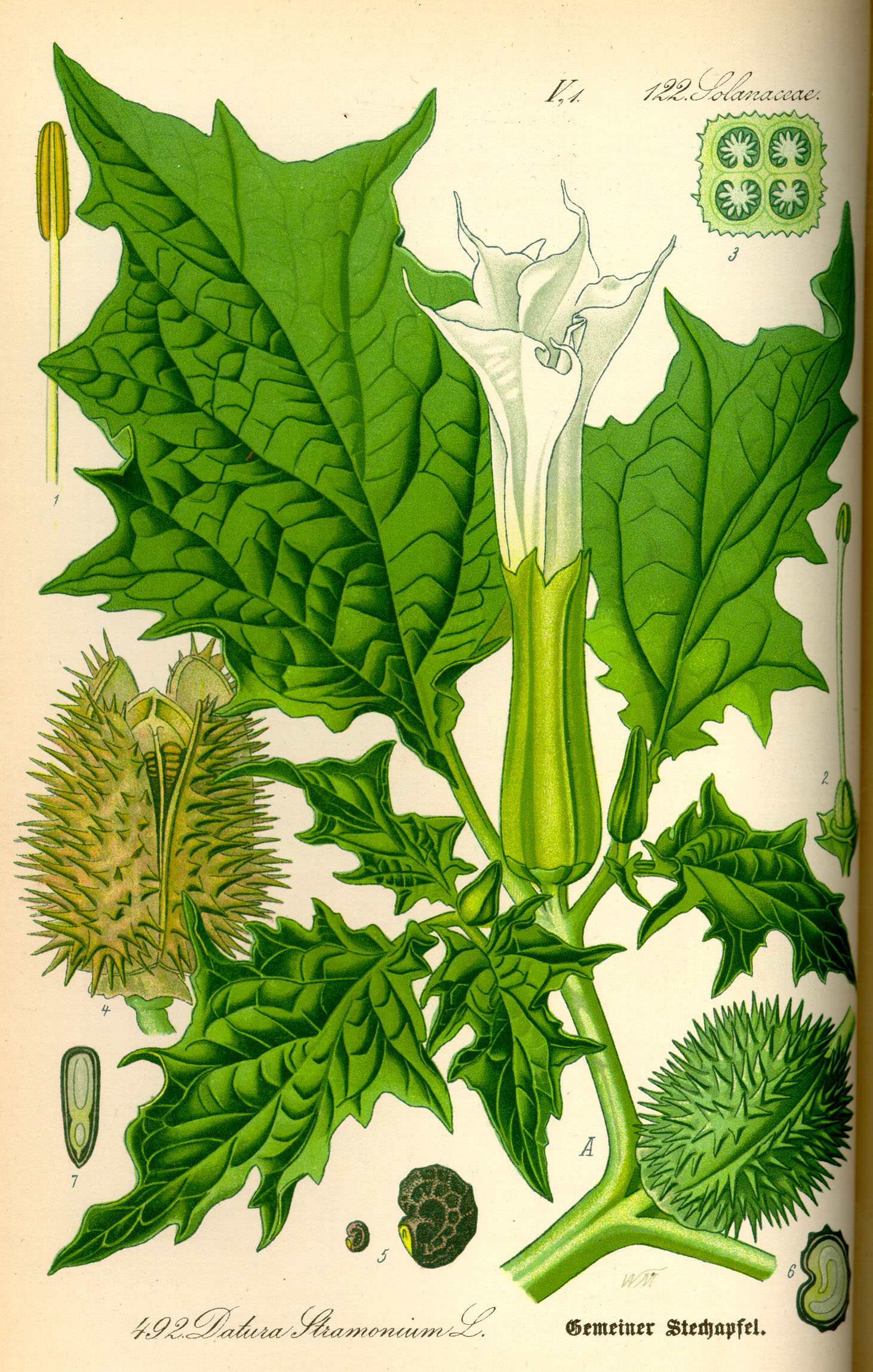
Durman obsahující atropin a další alkaloidy je zneužíván k dosažení halucinací

## Využití
Atropin se používá například v očním lékařství, chirurgii, anesteziologii nebo kardiologii.

### Oční lékařství
Atropin způsobuje rozšíření zornic, což napomáhá diagnóze některých očních chorob. Používá se jako oční kapky při léčbě vad či poškození oka, například: keratitidy, skleritidy, iritidy, uveitidy, vředu rohovky. Dále při ošetřování šilhavosti u dětí, po iridektomii, po perforujících poraněních oka, k uvolnění akomodační křeče při latentní hypermetropii. Diagnosticky se užívá při refraktometrii.
Jelikož zvyšuje nitrooční tlak, nesmí se používat u osob trpících glaukomem (zeleným zákalem).

### Ostatní
Injekce atropinu jsou používány v léčbě bradykardie (snížená srdeční frekvence). Atropin také slouží jako protijed na otravu organofosfáty (insekticidy a nervovými plyny). 
Atropin se také používá k odstranění křečí hladkého svalstva a také k léčení Parkinsonovy choroby.
Protilátka proti atropinu samotnému je fyzostigmin nebo pilokarpin.